# Merla de Kessler
La merla de Kessler (Turdus kessleri) és un ocell de la família dels túrdids (Turdidae).

## Hàbitat i distribució
Habita els boscos de coníferes i ginebres de l'Himàlaia, l'oest de la Xina, des de Kansu i est de Tsinghai, cap al sud fins l'oest de Szechwan.